# Frank Thornton
Frank Thornton (* 15. Januar 1921 in London; † 16. März 2013 ebenda) war ein britischer Schauspieler.

## Leben

### Familie und Ausbildung
Frank Thornton wurde als Frank Thornton Ball als Sohn von William Ernest Ball und dessen Ehefrau Rosina Mary (Thornton) Ball im Londoner Stadtbezirk Dulwich geboren. Sein Vater war Bankangestellter und war nebenbei als Organist an der St Stephen’s Church in Dulwich tätig; Thornton selbst lernte zeitweise das Orgelspiel. Thornton besuchte die Alleyn’s School. Auf Drängen seines Vaters erlernte Thornton zunächst einen soliden Beruf und arbeitete als Angestellter bei einer Versicherungsgesellschaft.

### Anfänge der Theaterlaufbahn
Er besuchte die London School of Dramatic Art in South Kensington, wo er zunächst Abendklassen nahm; nach zwei Jahren schrieb er sich dort als Vollzeit-Student ein. 1940 schloss er seine Schauspielausbildung an der Royal Academy of Dramatic Art ab. Sein professionelles Debüt als Theaterschauspieler gab er 1940 in Irland, in der Confraternity Hall in Thurles in der Grafschaft Tipperary. Er spielte die Rolle des Brian Curtis in Terence Rattigans Theaterstück French Without Tears. Anschließend tourte er mit verschiedenen Theaterproduktionen durch Irland, wo er in kleinen Städten auftrat.
1941 wurde er Mitglied der Shakesperean Company unter der Leitung von Donald Wolfit. Mit dieser Theatergesellschaft gab er 1941 sein London-Debüt am Strand Theatre; er spielte Fenton und Bardolph in Shakespeares Komödie Die lustigen Weiber von Windsor. Im selben Jahr 1941 ging er mit Wolfits Theatergesellschaft auf eine Tournee durch England; er spielte die Rolle des Dewhurst in dem Theaterstück Das scharlachrote Siegel von Emma Orczy. In der Spielzeit 1941/1942 trat er am Strand Theatre in London als Lysander in Ein Sommernachtstraum und als Laertes in Hamlet auf. 1942 folgte mit Wolfits Shakesperean Company sein Debüt am St James’s Theatre in London, als Mosca in der Komödie Volpone. Daraufhin wurde er 1942 von Sir John Gielgud für zwei kleinere Rollen (Angus; ein schottischer Lord) für die Wiederaufnahme von Macbeth am Piccadilly Theatre engagiert. Außerdem übernahm er die Rolle des Corporal Jones in einer West-End-Produktion des Theaterstücks Flare Path von Terence Rattigan (Apollo Theatre, 1942).

### Militärdienst
Im November 1942 trat er in die Royal Air Force (RAF) ein, wo er in Kanada eine Ausbildung als Navigator absolvierte. Im Januar 1945 kehrte er nach Großbritannien zurück und beendete seine einsatzmäßige Ausbildung. Im Sommer 1945 trat er der Entertainment Unit der RAF bei. 1947 schied er mit dem Rang eines Oberleutnants der Luftwaffe aus der Armee aus.

### Theaterkarriere nach dem Krieg
1947 nahm er seine Theaterlaufbahn am Southsea Repertory Theatre wieder auf. Er spielte Franzel in Ivor Novellos Musical The Dancing Years (1947–1948) und die Rolle des glücklosen Gregory Throstle in Vernon Sylvaines Farce One Wild Oat. Nach einigen Theaterrollen in den 1950er Jahren, unter anderem in kurzlebigen West-End-Musicals, trat Thornton 1960 beim Dublin Theatre Festival auf; er spielte den Kalifen in dem Theaterstück Hassan von James Elroy Flecker. 1960 folgte die Rolle des Ludovico Nota in Luigi Pirandellos Theaterstück Die Nackten kleiden am Oxford Playhouse Theatre.
Mitte der 1960er Jahre trat er als Edward in Charles Woods Theaterstück Meals on Wheels (1965; Royal Court Theatre London), als Kronanwalt in dem Kriminalstück Alibi for a Judge (Savoy Theatre London; 1966) von Henry Cecil Leon (1902–1976) und in den Rollen Minnit und Procurio in dem Musical The Young Visitors auf (Piccadilly Theatre; 1968). 1970 übernahm er am Strand Theatre in London die Gastrolle des Councillor Parker in der in Yorkshire spielenden Komödie When We Are Married von John Boynton Priestley. 1971/1972 spielte er am Phoenix Theatre in London die Rolle des Esels „I-Aah“ in einer Bühnenfassung von Pu der Bär. 1974 und 1975 trat er bei der Royal Shakespeare Company auf, als Junker Andreas Bleichenwang in Was ihr wollt und, neben Nicol Williamson (Titelrolle), als König Duncan in Macbeth (zunächst 1974 in Stratford-upon-Avon; dann 1975 am Aldwych Theatre, London).

### Spätere Theaterkarriere
Zu seinen Bühnenrollen in den späteren Jahren seiner Karriere gehörten: Sir Justin Holbrook (mit Donald Sinden als Partner) in der Komödie Shut Your Eyes and Think of England von John Roy Chapman (Apollo Theatre; 1977), Ernest in Bedroom Farce (Theatre Royal, Windsor; 1979), George in Jumpers vom Tom Stoppard (Thorndike Theatre, Leatherhead; 1979), Dr. Sloper in Die Erbin (Yvonne Arnaud Theatre, Guildford; 1981), Malvolio in Was ihr wollt (Watermill Theatre, Newbury; 1981), Sir Joseph Porter in H.M.S. Pinafore (Queen Elizabeth Hall, London; 1982), Johann von Gaunt in Richard II (Ludlow Festival, Ludlow; 1987), Major General Stanley in The Pirates of Penzance (Theatre Royal, Plymouth; 1987) und Captain Hook in Peter Pan (Connaught Theatre, Worthing; 1988). 1989 trat er am Strand Theatre in London als Graf Schabelski in Iwanow und als Leonato in Viel Lärm um nichts auf.
Ein großer Bühnenerfolg für Thornton war die Rolle des Sir John Tremayne in dem Musical Me and My Girl. Thornton spielte diese Rolle zunächst 1984 am Haymarket Theatre in Leicester, später dann am Adelphi Theatre in London (1985–1986). Für diese Rolle erhielt er eine Nominierung für den Olivier Award. In den 1990er Jahren war er in dem Musicals Spread a Little Happiness (1992) und am Barbican Theatre im Rahmen der Barbican's Lost Musicals Series in den Musicals Music in the Air (1993), Strike Up the Band von George Gershwin (1994) und Take Me Along (1995) zu sehen.

### Film und Fernsehen
Thorntons Filmkarriere begann Anfang der 1950er Jahre. Seine erste Rolle, in der er in den Credits erwähnt wurde, war die Rolle des Inspector Finch in dem Kriminalfilm Radio Cab Murder (1954). Er trat in den 1960er und 1970er Jahren regelmäßig in Kinofilmen auf. Er spielte meistens Nebenrollen in Filmkomödien, unter anderem in Der große Knüller (1962; als Hochzeitsfotograf), Die total verrückte Büroparty (1963; als Manager), Die große Flasche (1965; als betrunkener Doktor), Ist ja irre – Alarm im Gruselschloß (1966; als Mr. Jones), Toll trieben es die alten Römer (1966; als römischer Senator), Hausfreunde sind auch Menschen (1968; als Fabrikdirektor), Danach (1969), Some Will, Some Won't (1970; als Hoteldirektor), Runter mit dem Keuschheitsgürtel (1971; als Zeremonienmeister), und Bitte keinen Sex, wir sind Briten (1973; als Geschäftsinhaber). 1970 spielte er in der britischen Filmkomödie Das Privatleben des Sherlock Holmes den einarmigen Pförtner des Diogenes Club.
2001 hatte er als Mr. Burkett eine kleine Rolle in dem Spielfilm Gosford Park.
Thornton arbeitete seit den 1950er Jahren schwerpunktmäßig für das Fernsehen, wobei er sich auf Rollen in Comedy-Serien und Sitcoms spezialisierte. Er war regelmäßig in den britischen Sitcoms It's a Square World (1960–1962), Hancock (1961), The Goodies (1971–1977), Sykes (1972) und Love Thy Neighbour (1972). Er war in insgesamt fünf Folgen der Sitcom Steptoe and Son, in der ersten Staffel der Serie von 1962 bis 1965. 1973 spielte er in dem Film Steptoe and Son Ride Again und in dem Weihnachts-Special der Serie. Er war somit neben den Stars der Serie, Wilfrid Brambell und Harry H. Corbett, der Schauspieler mit den meisten wiederkehrenden Auftritten in der Serie.
Seine bekannteste Fernsehrolle hatte Thornton von 1972 bis 1985 in der BBC-Comedyserie Are You Being Served?. Er verkörperte darin Captain Peacock, den hochmütigen Abteilungsleiter und Kriegsveteranen. Diese Rolle übernahm er von 1992 bis 1993 auch in der Sitcom Grace & Favour, der Fortsetzung der Serie. Thornton spielte die Rolle des Captain Peacock auch auf der Bühne. Er trat im Sommer 1976 am Winter Gardens Theatre in Blackpool während der „Blackpool Summer Season“ in dieser Rolle in einer Theaterfassung auf.
Nach dem Tod von Trevor Bannister im April 2011 war Thornton einer der zwei letzten noch lebenden Schauspieler der Originalbesetzung der Serie.
1997 übernahm er die Rolle des Herbert „Truly“ Truelove in der britischen Sitcom Last of the Summer Wine. Er ersetzte Brian Wilde, der ihn für diese Rolle vorgeschlagen hatte. Thornton spielte die Rolle bis 2010.
Er hatte außerdem Auftritte in den Fernsehserien Die vier Gerechten (1959–1960), Mit Schirm, Charme und Melone (1961; 1976), Coronation Street (1966), Crown Court (1974), Emmerdale (2000; 2002 als Bert Dingle), Casualty (2001) und Doctors (2003).
Thornton wirkte auch in einigen Fernsehfilmen mit. 1974 spielte er Prinz Albert von Sachsen-Coburg und Gotha in der britischen Mini-Serie Fall of Eagles. 1980 war er in der Rolle des Freiers Gremio neben John Cleese (Petruchio) in der BBC-Shakespeare-Produktion von Der Widerspenstigen Zähmung zu sehen.

## Privates
Im Juni 1945 heiratete Thornton in West Wickham, London, die Schauspielerin Beryl Jane Margaret Evans. Aus der Ehe ging eine Tochter hervor, Jane. Zu seinen privaten Interessen gehörten Musik, Fotografie und der Tierartenschutz.
Thornton starb am 16. März 2013 im Alter von 92 Jahren friedvoll im Schlaf in seinem Haus in Barnes, London, in den frühen Morgenstunden. Er wurde im St. Paul’s Churchyard in London beerdigt.

## Filmografie (Auswahl)
- 1954: Radio Cab Murder
- 1955: Stock Car
- 1956: Cloak Without Dagger
- 1959–1960: Die vier Gerechten (The Four Just Men) (Fernsehserie)
- 1960: Das Haus der tausend Schreie (The Tell-Tale Heart)
- 1960–1962: It's a Square World (Fernsehserie)
- 1961: Geheimauftrag für John Drake (Danger Man) (Fernsehserie, 2 Folgen)
- 1961: Hancock (Sitcom)
- 1961; 1976: Mit Schirm, Charme und Melone (Fernsehserie)
- 1962: Der große Knüller (The Dock Brief)
- 1962–1973: Steptoe and Son (Sitcom)
- 1963: Die total verrückte Büroparty (The Wild Affair)
- 1964: Das Grab der Ligeia (The Tomb of Ligeia)
- 1965: Die große Flasche (The Early Bird )
- 1966: Coronation Street (Fernsehserie)
- 1966: Ist ja irre – Alarm im Gruselschloß (Carry On Screaming!)
- 1966: Toll trieben es die alten Römer (A Funny Thing Happened on the Way to the Forum)
- 1968: Hausfreunde sind auch Menschen (The Bliss of Mrs. Blossom)
- 1969: Danach (The Bed Sitting Room)
- 1970: Some Will, Some Won't
- 1970: Das Privatleben des Sherlock Holmes (The Private Life of Sherlock Holmes)
- 1971: Runter mit dem Keuschheitsgürtel (Up the Chastity Belt)
- 1971–1977: The Goodies (Sitcom)
- 1972: Love Thy Neighbour (Sitcom)
- 1972: Sykes (Sitcom)
- 1972–1985: Are You Being Served? (Fernsehserie)
- 1973: Bitte keinen Sex, wir sind Briten (No Sex Please: We're British)
- 1974: Crown Court (Fernsehserie)
- 1974: Fall of Eagles (Mini-Serie)
- 1980: The Taming of the Shrew (Theaterverfilmung)
- 1992–1993: Grace & Favour (Fernsehserie)
- 1997–2010: Last of the Summer Wine
- 2000; 2002: Emmerdale (Fernsehserie)
- 2001: Gosford Park (Gosford Park)
- 2001: Casualty (Fernsehserie)
- 2003: Doctors (Fernsehserie)